# Серра-Жерал (национальный парк)

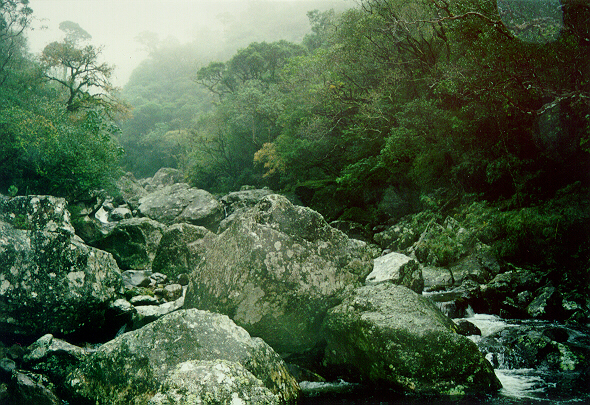
Атлантический тропический лес в каньоне Форталеза

Серра-Жерал — национальный парк в Бразилии, расположенный на границе между штатами Риу-Гранди-ду-Сул и Санта-Катарина.
Парк был создан по Указу № 531 от 20 мая 1992 рядом с национальным парком Сьерра Апарадус. Занимает площадь 17 300 га.
Серра-Жерал является одним из самых интересных природных парков Бразилии. Для рельефа парка характерны холмы, горы, долины. Обладает богатой и разнообразной флорой и фауной, имеется широкое разнообразие рептилий, амфибий, птиц, насекомых и мелких млекопитающих.
Климат мягкий. Среднегодовая температура составляет от 18 до 20 °С, абсолютный максимум от 34 до 36 °С, а абсолютный минимум от −8 до −4 °C. Осадков выпадает от 1500 до 2000 мм в год.
Парк открыт для посещения туристов.